# Conservatoire national supérieur de musique et de danse de Paris
« Conservatoire de Paris » redirige ici. Pour les autres significations, voir Conservatoire de Paris (homonymie).
Le Conservatoire national supérieur de musique et de danse de Paris (CNSMD de Paris ou Conservatoire de Paris) est un établissement public à caractère administratif classé conservatoire national supérieur qui dispense un enseignement professionnel de la musique, de la danse et des métiers du son. Il est partenaire de l'université Paris Sciences et Lettres.
Il a dispensé jusqu'en octobre 1946 et sa scission avec le Conservatoire national supérieur d'art dramatique un enseignement de l'art dramatique.
Il abrite la médiathèque Hector-Berlioz.

## Historique

### Origines
Louis XIV crée l’Académie royale de musique par lettres patentes du 28 juin 1669. L'Académie est rattachée à la Maison du Roi.
Par ailleurs, par arrêt du Conseil d’État du roi du 3 janvier 1784, l’École royale de chant et de déclamation est fondée, installée dans l’hôtel des Menus-Plaisirs, rue Bergère (actuellement rue du Conservatoire) à Paris, et placée sous la direction de François-Joseph Gossec.
Ces deux institutions sont les premiers signes d'une volonté de structurer et de formaliser l'enseignement des arts dramatiques et musicaux.
À l'École royale de chant et de déclamation, la Révolution ajoute en juillet 1792, sous l'impulsion de Bernard Sarrette, une École de musique municipale à partir du corps de musique de la garde nationale parisienne. Il s'agit de la première école d'instruments à vent, où se retrouvent les compositeurs Étienne Nicolas Méhul, Jean-François Lesueur et Luigi Cherubini, les clarinettistes Jean-Xavier Lefèvre et Charles Duvernoy, le flûtiste François Devienne, les cornistes Frédéric Duvernoy et Heinrich Domnich et les bassonistes Thomas Delcambre et Étienne Ozi.
À ces deux établissements succède, le 8 novembre 1793 (18 brumaire de l'an II), la première ébauche d'un établissement unique consacré à la formation de musiciens : l'« Institut national de musique », créé par décret de la Convention nationale et pourvu d'un budget distinct, sous la direction de François-Joseph Gossec auquel s'associe le poète Marie-Joseph Chénier.

### 1795-1806: Conservatoire de musique
À peine deux ans plus tard, sur le rapport de Marie-Joseph Chénier, un ami de Bernard Sarrette, la Convention sous la présidence de Jean-Marie Heurtault de Lammerville décide, par la loi portant établissement d’un Conservatoire de musique à Paris pour l’enseignement de cet art du 3 août 1795 (16 thermidor de l'an III), de créer l'établissement du Conservatoire de musique en lieu et place de l'Institut national de musique. Son objet est de former les citoyens et d'édifier une « école française » contre l'hégémonie étrangère. Cet établissement a également pour vocation de fournir des compositions et des musiciens pour la célébration des fêtes nationales.
Selon la volonté du législateur, le conservatoire constitue un
lieu de formation laïc imprégné des nouvelles valeurs républicaines en rupture avec les maîtrises, qui étaient les principaux lieux d’enseignement de la musique sous l’Ancien Régime consacrés aux chants religieux. L'enseignement de la  musique est également ouvert aux femmes; il s'agit désormais de former des artistes pour le théâtre et l'opéra.

« Le but [du clergé] ne pouvait être de former des artistes pour le théâtre. L’instruction de la musique [restait] entièrement subordonnée aux usages du culte. »

— Bernard Sarrette, Observations sur l’état de la musique en France, 1802
Cinq inspecteurs, François-Joseph Gossec, Étienne Nicolas Méhul, André Grétry, Jean-François Lesueur et Luigi Cherubini forment un comité d'enseignement présidé par un directeur, Bernard Sarrette, qui « délibère sur le mode l'enseignement, son exécution et l'emploi des professeurs ; l'admission des élèves, leur classement et leurs examens ; la formation du répertoire des exercices du Conservatoire, par le choix des ouvrages des grands maîtres (morts) de toutes les écoles ».
L'enseignement comprend le solfège, l'harmonie, la composition, le chant, le piano, le violon, le violoncelle, la flûte, le hautbois, la clarinette, le basson, le cor. Dès la première année, l'effectif est de six cents élèves.
L'établissement est doté de cent quinze professeurs dont soixante-douze viennent de l'Institut, treize de l'École de chant et trente sont admis sur concours. On y compte dix-neuf professeurs de clarinette et douze de basson pour assurer la formation gratuite des six cents élèves « dans toutes les parties de l'art musical ».
Le conservatoire est doté en 1794 d'une imprimerie permettant d'imprimer les partitions des nombreuses célébrations républicaines et les nouvelles méthodes d'enseignement (Traité d'harmonie (1801) de Charles-Simon Catel, Méthode pour le cor (1802) de Frédéric Duvernoy, Nouvelle méthode de basson (1802) d'Étienne Ozi, Méthode de clarinette (1802) de Jean-Xavier Lefèvre , Méthode de violon du Conservatoire (1803) de Pierre Baillot, Pierre Rode et Rodolphe Kreutzer, Méthode de flûte du Conservatoire (1804) d'Antoine Hugot et Johann Georg Wunderlich, Méthode de piano du Conservatoire (1804) de Louis Adam... ).
Pour fêter son sixième anniversaire, le ministre de l'Intérieur Jean-Antoine Chaptal pose en 1801 la première pierre de la bibliothèque qui sera achevée en 1808 et confiée à l'abbé Roze.
En 1803, pour accroître la renommée du Conservatoire au delà des frontières, le grand prix de Rome est institué pour les élèves compositeurs.

### 1806-1816: Conservatoire de musique et de déclamation
Les missions de l'institution s'élargissent à l'art dramatique et à la danse et le conservatoire devient le 3 mars 1806 Conservatoire de musique et de déclamation. L'orchestre des élèves est créé la même année par François-Antoine Habeneck.
De 1800 à 1814, les professeurs du conservatoire produisent un ensemble de corpus pédagogique comportant des traités, principes élémentaires ou méthodes pour chacun des instruments (traités de François-Joseph Gossec, Pierre Baillot, Étienne Ozi, l'abbé Roze, Charles-Simon Catel).
Le succès dans le domaine du chant est plus contestable et entraîne une rupture entre Bernard Sarrette et Jean-François Lesueur, qui est exclu du conservatoire en 1802.
Ordonnée par le décret impérial du 3 mars 1806, la grande salle des concerts conçue par l'architecte François Joseph Delannoy est inaugurée en 1811. L'acoustique de la salle est réputée remarquable.

### 1816-1831: École royale de musique et de déclamation
Fermé un temps sous la Restauration monarchique en raison de son origine révolutionnaire, le conservatoire est, dès le 1er janvier 1816, transformé en une École royale de musique et de déclamation sous l'administration d'un inspecteur général, François-Louis Perne. Ce changement se traduit par des réductions du nombre d'enseignants et par une activité réduite. L'établissement ne retrouve une meilleure considération qu'en 1822, lorsque Luigi Cherubini est nommé directeur et non simple inspecteur.
Luigi Cherubini structure l'institution dans des formes qui sont aujourd'hui encore reconnaissables : institution d'un système de concours d'entrée et de sortie, élaboration de méthodes officielles d'enseignement, ouverture vers un plus grand nombre d'instruments tels que le piano, la harpe, la contrebasse, la trompette ou le chant.
À partir de 1823, le Conservatoire s'ouvre sur l’extérieur avec la reprise des concerts de l’Orchestre des élèves puis la création de la Société des concerts du Conservatoire confiée à François-Antoine Habeneck par l’arrêté du 15 février 1828.
Les écoles de musique de Lille, Toulouse et Nancy sont rattachées au conservatoire par ordonnance du 20 décembre 1826.

### 1831-1934: Conservatoire de musique et de déclamation

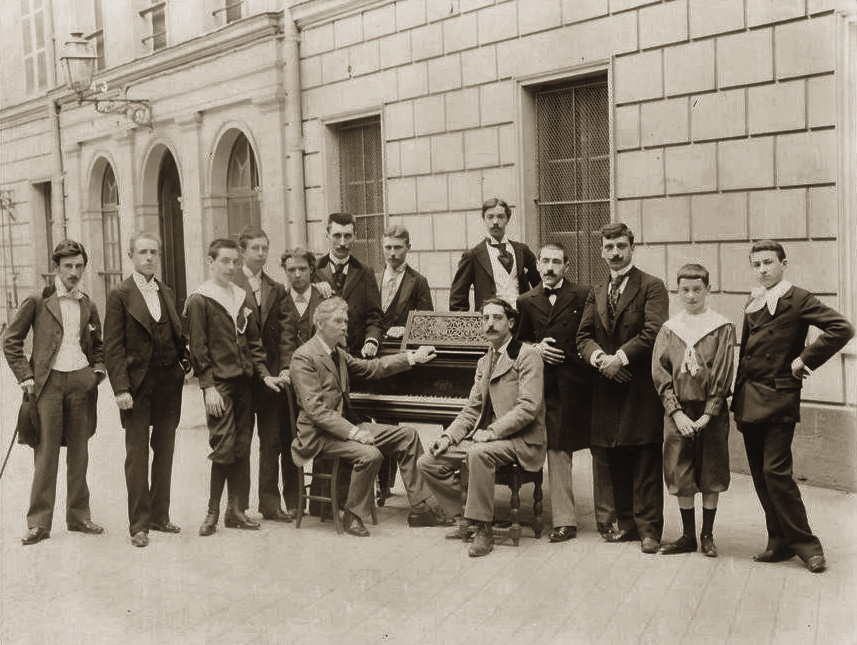
La classe de Charles Wilfrid de Bériot au Conservatoire de Paris, vers 1894-1895.

Le 7 juin 1831, l'établissement reprend le nom de Conservatoire de musique et de déclamation.
Le 3 septembre 1831, les classes de déclamation étant supprimées, le titre est également amputé pour devenir simplement Conservatoire de musique. Le 20 janvier 1836, la reprise des classes de déclamation permet de renommer l'établissement Conservatoire de musique et de déclamation, que les différents successeurs de Luigi Cherubini développent à un degré qui en fera un point de référence et d'excellence de l'enseignement musical dans le monde entier.
En 1842, le compositeur Daniel-François-Esprit Auber succède à Luigi Cherubini à la direction du Conservatoire.
Alors que les classes de piano, solfège et chant sont ouvertes aux femmes dès l'ouverture de l'école en 1795, la violoniste Camille Urso est, en 1851, la première femme admise comme élève au sein de cette institution dans les classes d'instruments à cordes ,.
Les classes de composition, jusque-là fermées aux femmes, s'ouvrent peu à peu à partir de 1850 : Charlotte Jacques est la première femme à obtenir une récompense en 1861 avec un second accessit et Marie Renaud-Maury est la première à obtenir le premier prix en 1876.
Un nouveau règlement du conservatoire est promulgué en novembre 1850. Un musée des instruments est fondé en 20 novembre 1864 et expose la collection d’instruments de Louis Clapisson acquise en 1861 et également les collections réquisitionnées par décret du 16 thermidor an III.
Le Second Empire supprime en 1856 le gymnase musical militaire pour le remplacer par six classes spéciales pour une cinquantaine d'élèves militaires au Conservatoire national : solfège, harmonie et composition, cornet à pistons, saxophone, saxhorn, trombone. Ces classes seront à leur tour supprimées en 1870.
Daniel-François-Esprit Auber meurt le 12 mai 1871 et Francisco Salvador-Daniel est désigné le 13 mai 1871 directeur du conservatoire par la commission de l'enseignement de la Commune de Paris, présidée par Édouard Vaillant. Francisco Salvador-Daniel sera fusillé par les Versaillais le 24 mai 1871. Son directorat est jusqu'à aujourd'hui le plus court de l'histoire du conservatoire et l'ouvrage de Constant Pierre ne mentionne pas sa prise de direction à la tête de l'établissement.
Un arrêté du 9 novembre 1871 modifiant le règlement de 1850 instaure un jury d’admission et un comité d’examen des classes pour chaque section d’enseignement ; les disciplines enseignées s'élargissent à l'écriture musicale, l'histoire de la musique (1871) et à de nouveaux instruments (orgue, harpe confiée à Alphonse Hasselmans (1884), alto (1894), clarinette confiée à Charles Turban (1900), etc.). Les professeurs sont des musiciens ou compositeurs prestigieux dont l'influence marque durablement la vie musicale européenne puis les jurys de concours s'ouvrent aux personnalités extérieures (Claude Debussy, Maurice Ravel, Paul Dukas, André Messager).

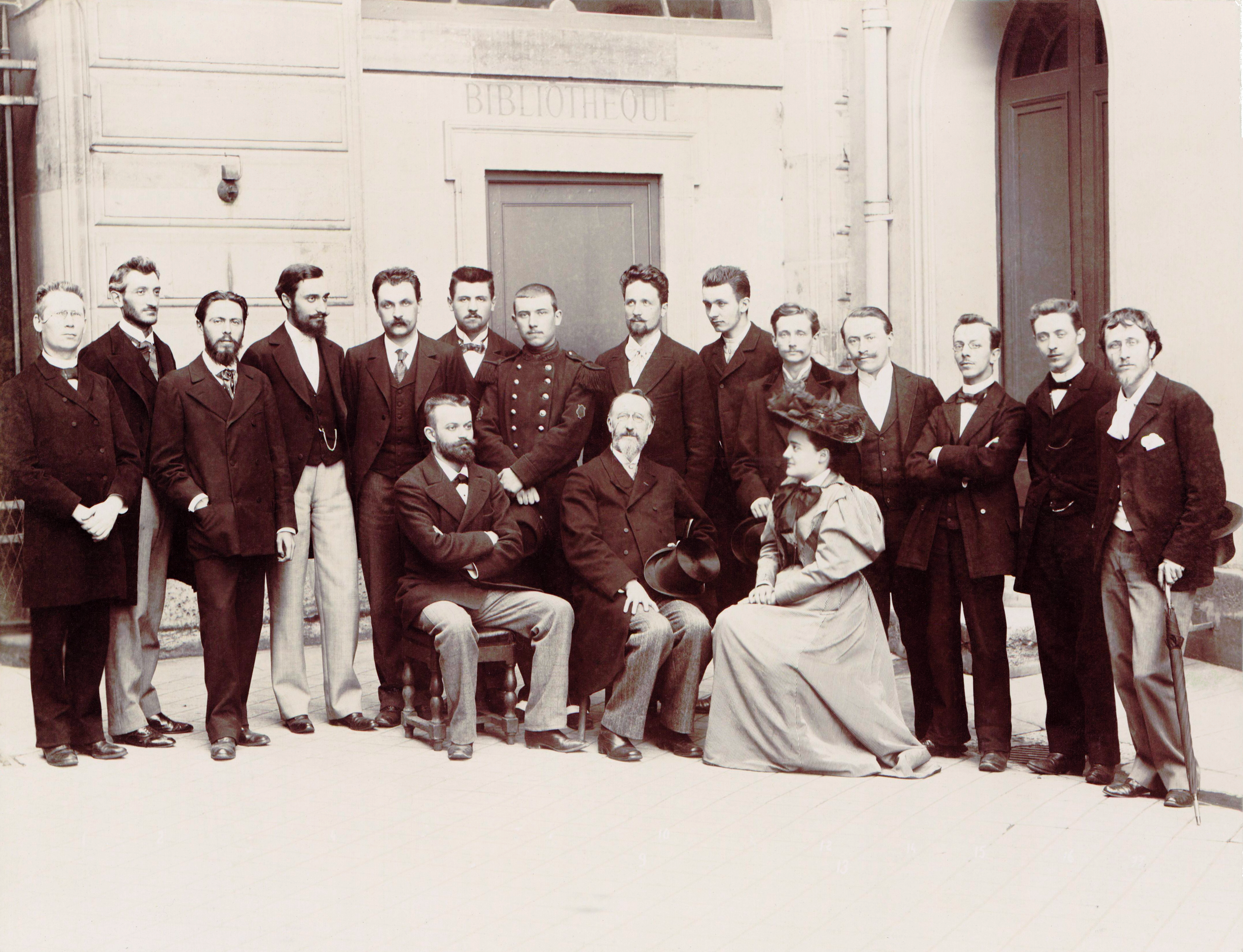
Centenaire du Conservatoire national de musique et de déclamation : 1795-1895. Classe de composition musicale. Eugène Pirou, photogr.

Le décret du 5 mai 1896 dans son article 10 crée le conseil supérieur de l’enseignement qui, à partir de l’arrêté du 22 décembre 1924, délivre un diplôme d’études musicales supérieures sanctionnant au moins trois années de scolarité dans une classe supérieure et l’obtention de trois premiers prix.
Un décret du 8 octobre 1905 détaille l'organisation du conservatoire, nominations, traitements, avancements et peines disciplinaires du personnel enseignant et administratif, organisation des examens ou encore composition des jurys d’admission.
En 1911 le Conservatoire de musique et de déclamation quitte les locaux de la rue Bergère pour s'installer rue de Madrid.
En raison de la conjoncture économique et de la crise monétaire, le Conservatoire reçoit le statut de personnalité civile via le décret du 28 décembre 1926, comme d’autres grands établissements comme l’Académie de France à Rome, qui confère à l’école une plus grande autonomie par rapport à sa hiérarchie et lui permet de bénéficier de la générosité privée en recueillant dons et legs.

### 1934-1946: Conservatoire national de musique et d'art dramatique
Le 6 décembre 1934, le conservatoire devient Conservatoire national de musique et d'art dramatique, reconnu comme établissement supérieur des Beaux-Arts et permet la titularisation définitive des professeurs sur
avis du Conseil supérieur après un stage de trois ans.
Le décret-loi du 21 mars 1939 supprime l'autonomie financière du Conservatoire et entraîne une
désorganisation des services administratifs.
Le 3 octobre 1940, Henri Rabaud, alors directeur, soumet spontanément aux autorités allemandes de Paris, dont ne dépendait pas le conservatoire, le cas des professeurs et élèves juifs de son établissement, quatre jours avant la promulgation des lois sur le statut des Juifs. Les enseignants juifs du conservatoire sont révoqués le 18 décembre 1940 par application du décret du 3 octobre 1940 (dit « premier statut ») (soit trois enseignants sur un total théorique de 83).
Claude Delvincourt succède à Henri Rabaud atteint par la limite d'âge en avril 1941 sur nomination du gouvernement de Vichy.
Jacques Chailley, alors sous-directeur, exclut les élèves juifs à la rentrée 1942.
Plus tard, Delvincourt parvient à soustraire les élèves concernés par le STO institué par la loi du 16 février 1943 en les réunissant dans l'Orchestre des Cadets du Conservatoire. Toutefois, les Allemands s'aperçoivent de la supercherie au printemps 1944 et Claude Delvincourt fournit aux élèves menacés de faux papiers d’identité et les aide à entrer dans la clandestinité, avant de devoir lui-même se cacher.

### 1946-1957: Conservatoire national de musique
Le 7 octobre 1946, les activités d'art dramatique font l'objet d'une structure indépendante : le Conservatoire national d'art dramatique qui regagne les locaux de la rue du Conservatoire (anciennement rue Bergère). Les activités musicales et la classe de danse sont regroupées dans le Conservatoire national de musique.

### 1957-1980: Conservatoire national supérieur de musique
Le 23 mars 1957, le qualificatif « supérieur » est ajouté au titre qui devient Conservatoire national supérieur de musique.
Sous l'impulsion des directeurs Marcel Dupré (1954-1956), Raymond Loucheur (1956-1962) et Raymond Gallois-Montbrun (1962-1983) de nouvelles disciplines font leur apparition et un cycle de perfectionnement est inauguré, avec des classes de maître animées par les plus grands solistes du temps (Mstislav Rostropovitch, Christa Ludwig, Wilhelm Kempff, etc.).
Par un accord conclu le 7 mars 1963 entre le Conservatoire national supérieur de musique et les Archives nationales, les archives antérieures au 31 décembre 1925 ont été versés aux Archives nationales. Depuis lors, les archives postérieures à 1925 sont régulièrement versées.
En 1970, la section spéciale des étudiants étrangers est fermée et l'institution augmente le nombre d’étudiants étrangers dans les différentes classes, affirmant son caractère international. Les faibles droits d'inscription perpétuent les fondamentaux républicains de l'établissement auprès des étudiants étrangers, notamment dans un contexte de concurrence internationale des enseignements artistiques.

### 1980-2009: Conservatoire national supérieur de musique de Paris

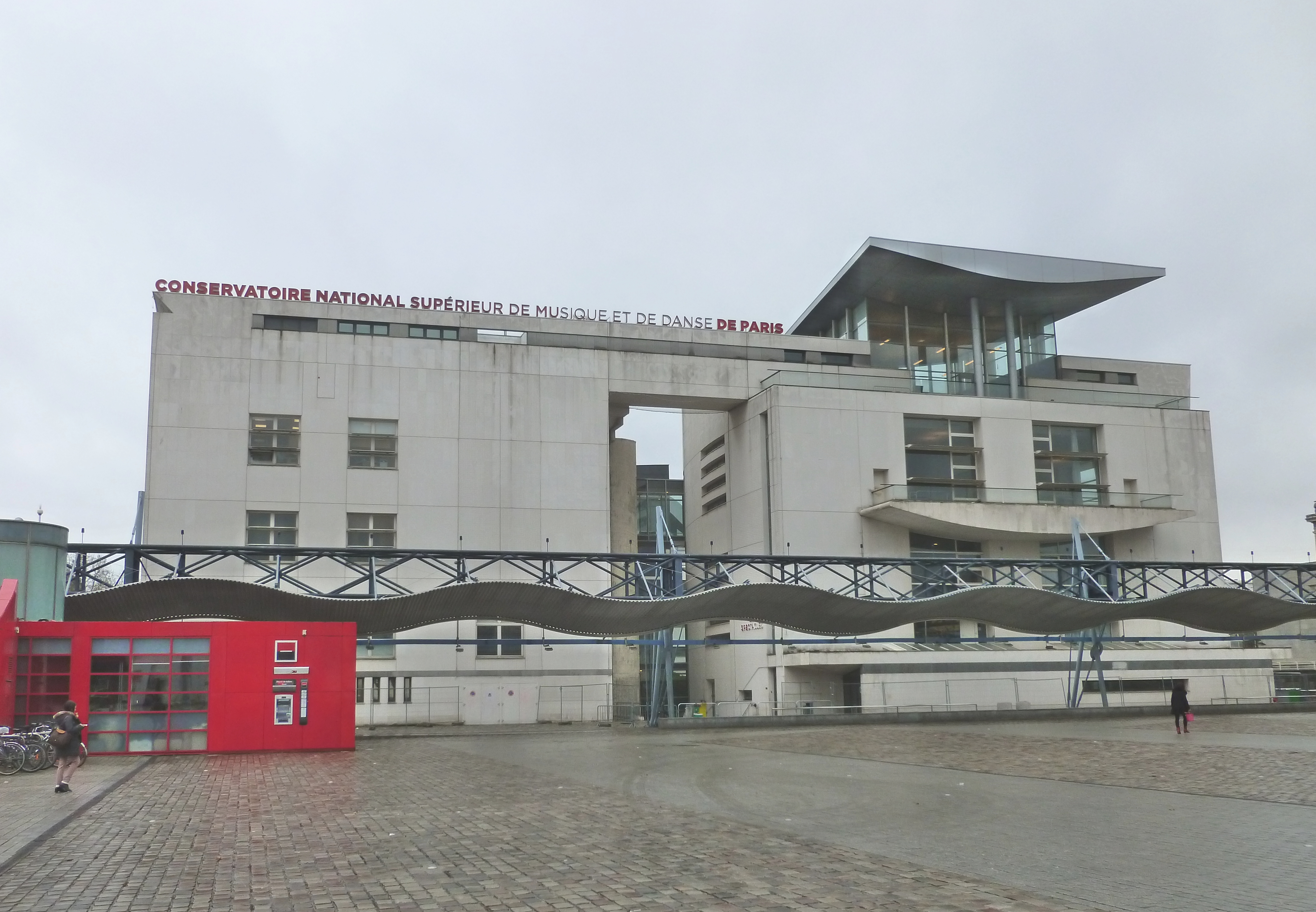
La façade du CNSMD de Paris à La Villette, inauguré en 1990.

À la suite de la création du Conservatoire national supérieur de musique de Lyon, l'établissement prend le 18 février 1980 le nom de Conservatoire national supérieur de musique de Paris.
En 1989, Michel Philippot et Christian Hugonnet mettent en place la formation supérieure aux métiers du son, dont la première promotion est accueillie en janvier 1990,.
En 1990, le conservatoire s'installe à la Cité de la musique, parc de la Villette, dans le cadre des « grands travaux » de François Mitterrand.
Le nouvel établissement parisien est inauguré le 7 décembre 1990 et les locaux de la rue de Madrid sont alors affectés au conservatoire à rayonnement régional de Paris.
En juin 1997, la Cité de la musique ouvre un musée qui expose tous les instruments conservés jusqu'ici par le conservatoire.

### Depuis 2009: Conservatoire national supérieur de musique et de danse de Paris
À la suite du décret no 2009-201 du 18 février 2009, la danse fait officiellement son apparition dans le titre de l'établissement qui devient le Conservatoire national supérieur de musique et de danse de Paris.
En 2020, le CNSM a créé un label discographique, baptisé Initiale.
En 2022, d'après le classement international QS Performing Arts, le Conservatoire de Paris figure à la 4e place des meilleurs établissements d'enseignement des arts du spectacle au monde, derrière la Juilliard School de New York (3e), l'Académie de musique et des arts du spectacle de Vienne (2e) et le Royal College of Music de Londres (1er).
En 2023, le conservatoire progresse encore et se classe deuxième comme meilleure école d'arts du spectacle au monde, derrière le Royal College of Music de Londres.

## Enseignement
Le CNSMD de Paris propose un enseignement destiné aux futurs professionnels, accessible sur concours.

### Les études chorégraphiques
L'établissement forme des danseurs de très haut niveau destinés à intégrer de grandes compagnies de rang national et international. Sa pédagogie met en synergie deux parcours majeurs de formation des interprètes en danse, classique et contemporain, ainsi qu'un parcours notation, unique au monde.

#### Interprétation de la danse
Le Conservatoire prépare des jeunes femmes et des jeunes hommes à être des interprètes-danseurs, dont le corps et l’esprit seront les plus disponibles et structurés possibles pour appréhender des contestes d’exercice de leur métier pluriels, allant de la recherche, à la création en passant par la médiation. Les étudiants participent chaque année à de grands projets chorégraphiques, dans ses deux salles de spectacles et hors-les-murs qui font partie intégrante de la saison publique de l'établissement. Les étudiants profitent de partenariats avec d’autres grandes institutions comme Théâtre national de Chaillot, les Ateliers Médicis ou le Centre national de la danse, ainsi que de nombreuses écoles internationales partenaires.

#### Notation du mouvement
La notation du mouvement Benesh et la notation du mouvement Laban sont enseignées dans deux cursus distincts, composés chacun d'un premier et d'un second cycle.

### Les études musicales

#### Disciplines instrumentales classiques et contemporaines
La plupart des instruments de l'orchestre symphonique et des formations de musique de chambre est enseignée au Conservatoire depuis sa création avec des ouvertures et des fermetures de classe instrumentale au gré des vicissitudes de l'histoire et des évolutions de la société. Des classes de perfectionnement instrumental ont progressivement été ouvertes.
Tout au long du XXe siècle, de nouvelles classes apparaissent comme celles de direction d'orchestre (1914) et de timbales (1914).
En 1942, le directeur Claude Delvincourt rouvre la classe de saxophone, qui avait été conduite par Adolphe Sax en 1857 à la suite de la cessation des activités du « Gymnase musical militaire » puis fermée en 1870.
En 1947, parmi cinq nouvelles classes créées , on trouve celle de percussions, et une classe supérieure de musique de chambre.
En 1968, le Conservatoire s'ouvre à la musique électronique avec la création d’une classe d’ondes Martenot confiée à Maurice Martenot.
La création d’une classe de nouvelles technologies a lieu en 1984.
En 1991, la première classe de clarinette basse avec Jean-Noël Crocq comme professeur au CNSMDP est ouverte.

#### Disciplines vocales
Le département des disciplines vocales prépare les élèves aux métiers d’artistes lyriques avec une diversité plurielle de parcours comme soliste d’opéra , chanteur de chœur d’opéra ou d’ensembles vocaux professionnels, enseignant, accompagnateur vocal, chef de chant...

#### Jazz et musiques improvisées
Un département de jazz et musiques improvisées ouvre en 1991 puis  en 1992, une classe d’improvisation générative.

#### Musique ancienne
Une classe d’enseignement du clavecin est ouverte en 1950.
Un département spécifiquement consacré à la musique ancienne est ouvert en 1984 ; une classe de chant grégorien en 1985, puis en 1989 une classe de polyphonies de la Renaissance.
En 2023, les instruments anciens proposés en cours sont : clavecin, piano-forte, flûte baroque, hautbois ancien, clarinette historique, basson ancien, cor naturel, luths et théorbe, violon baroque, violoncelle baroque, contrebasse historique et viole de gambe.

#### Écriture, composition et direction d'orchestre
Au début du XXe siècle, une classe de contrepoint et de fugue  (1905) est ouverte et confiée à André Gédalge afin distinguer l'enseignement de ces techniques de la classe de composition, néanmoins, jusqu'à la création du prix de composition en 1921, la récompense du concours de sortie de la classe de composition est le prix de fugue.
Au sein des disciplines d'écriture de l'harmonie, du contrepoint et de la fugue, en 1989, sous l'impulsion d'Olivier Trachier, une classe de Polyphonie des XVe-XVIIe siècles est créée.
En 1992, une classe d’Écriture XXe siècle est ouverte et est confiée à Edith Lejet. Cette classe a par la suite été renommée Écriture XXe-XXIe siècles.
L'établissement propose des cursus d’écriture, de composition de direction d’orchestre et de musique à l'image. Il dispense également un enseignement en orchestration, harmonisation au clavier, initiation à l'écriture, initiation à la direction d'orchestre et de nouvelles technologies appliquées à la composition.
« Avec près de 20 manifestations publiques et plus de di séances d'enregistrements avec ensembles instrumentaux, vocaux et orchestres symphoniques par an, la priorité est donnée à l’expérimentation et à l’expression des talents, en collaboration avec quelques-uns des acteurs majeurs du paysage musical ».

#### Musique son image
La formation supérieure musique son image a pour objectif de former des musiciens-ingénieurs du son en un cycle supérieur de quatre ans.
Ce cursus propose « une formation musicale approfondie, une formation technique et scientifique dans les secteurs de la production d’enregistrement, de la création, de la diffusion musicale et sonore et de la recherche et une formation pratique de haut niveau ».
Il propose à partir de la troisième année une spécialisation en production musicale et sonore, en création musicale et sonore ou en spectacle vivant.
Travaillant au quotidien avec le service audiovisuel du conservatoire, la formation bénéficie d'équipements audiovisuels uniques dans le cadre d’une école : studios de prise de son et de post-production comprenant notamment deux régies multicanales (SSL C300), une régie multipistes (SSL4000G+), plusieurs régies offrant une palette d’équipements et de nombreuses régies de post-production (Protools, Pyramix, Logic Audio), ainsi qu’un parc de microphones très important et diversifié.[réf. souhaitée]

#### Musicologie et analyse
Une classe de cours élémentaire d’histoire de la musique est ouverte en 1946 puis le Conservatoire propose en 1948 un séminaire d’histoire de la musique.
Une classe d’ethnomusicologie est créée en 1994.

#### Pédagogie
En 1947, une classe de pédagogie et une classe de culture générale et esthétique sont ouvertes.
En 1966-1967, un cycle de perfectionnement est proposé pour affirmer le Conservatoire comme un lieu d’enseignement de haut niveau d’excellence.

### Diplômes délivrés
Les études s’organisent en trois cycles distincts, s'inscrivant dans le schéma LMD, menant à l'obtention des diplômes suivants :
- Premier cycle :
  - diplôme d'État de professeur de musique (diplôme national), disciplines accompagnement, direction d'ensembles et enseignement instrumental ou vocal[38],
  - diplôme national supérieur professionnel de danseur (diplôme national)[38],
  - diplôme national supérieur professionnel de musicien (diplôme national), disciplines chef d’ensembles vocaux et instrumentaux, instrumentiste-chanteur et métiers de la création musicale[38],
  - licence arts, lettres, langues (diplôme national de licence délivré par Sorbonne Université), mention musicologie ;
- Deuxième cycle :
  - certificat d'aptitude aux fonctions de directeur d'établissement (diplôme national)[38],
  - certificat d'aptitude aux fonctions de professeur de musique (diplôme national), disciplines accompagnement, enseignement instrumental ou vocal et formation musicale[38],
  - diplôme de danseur-interprète : répertoire et création (diplôme d'établissement valant grade de master)[39],
  - diplôme d'analyse et écriture du mouvement : cinétographie Laban (diplôme d'établissement valant grade de master)[39],
  - diplôme de deuxième cycle supérieur écriture et composition (diplôme d'établissement valant grade de master)[38],
  - diplôme de deuxième cycle supérieur interprète de la musique (diplôme d'établissement valant grade de master)[38],
  - diplôme de deuxième cycle supérieur musicien – ingénieur du son (diplôme d'établissement valant grade de master)[38],
  - diplôme de deuxième cycle supérieur musicologie (diplôme d'établissement valant grade de master)[38],
  - diplôme de deuxième cycle supérieur pédagogie et formation à l'enseignement de la musique (diplôme d'établissement valant grade de master)[38],
  - diplôme notation du mouvement : choréologue Benesh (diplôme d'établissement valant grade de master)[39] ;
- Troisième cycle :
  - diplôme d’artiste (diplôme d'établissement),
  - diplôme d'artiste - répertoire contemporain et création (diplôme d'établissement),
  - doctorat de musique recherche et pratique (diplôme national de doctorat délivré par Sorbonne Université),
  - doctorat d’art et de création (diplôme national de doctorat délivré par l'Université Paris Sciences et Lettres) ;
- Hors-cycle :
  - diplôme de composition de musique à l'image (diplôme d'établissement).

## Campus

### 1795-1911: hôtel des Menus-Plaisirs
L' hôtel des Menus-Plaisirs, initialement rue Bergère puis au no 2 bis rue du Conservatoire à partir de 1853, accueille l'École royale de chant et de déclamation puis le Conservatoire de musique et de déclamation entre 1784 et 1911 (date de l'emménagement du Conservatoire dans les locaux de la rue de Madrid).

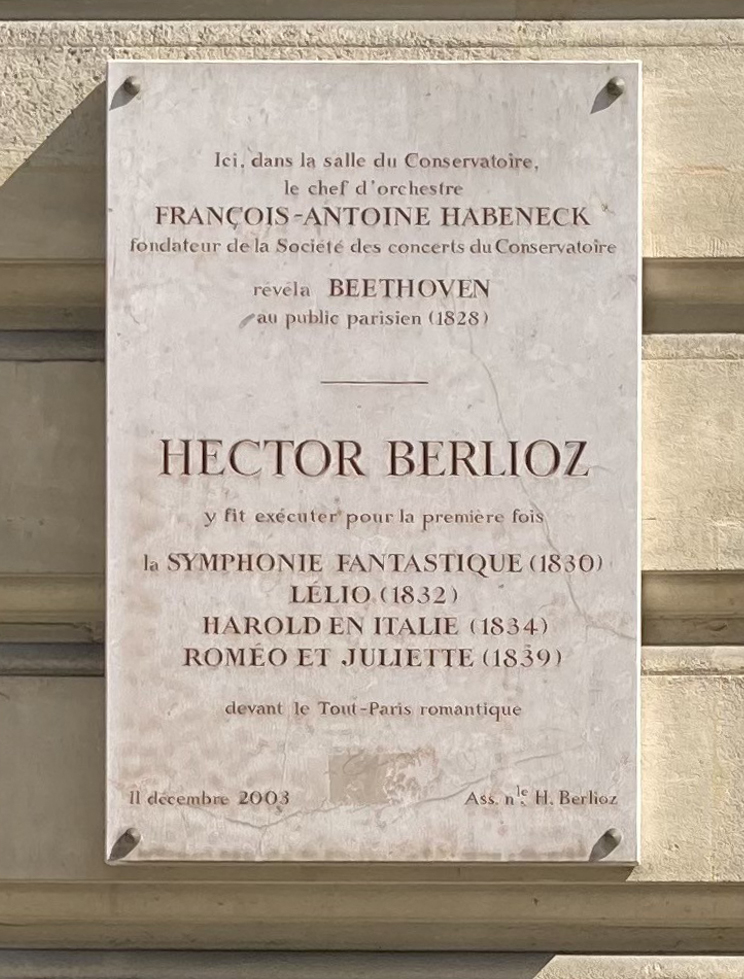
Plaque commémorative de la salle du Conservatoire.

Ordonnée par décret impérial du 3 mars 1806 et destinée à l'origine aux exercices des élèves du Conservatoire de musique et de déclamation, la salle du Conservatoire est une ancienne salle de concerts symphoniques, construite sur l'emplacement d'un théâtre attenant à l'hôtel des Menus-Plaisirs. Elle est inaugurée le 7 juillet 1811. Elle devient, le 6 mars 1828, la salle de la Société des concerts du Conservatoire dirigée par François-Antoine Habeneck.
En dépit des aménagements effectués au XIXe siècle, l'insuffisance des locaux se fait ressentir et nécessite un déménagement après avoir envisagé une reconstruction du bâtiment,.
Les anciens locaux sont abandonnés à l’administration des postes qui démolira une grande partie des salles de cours et ne gardera que la grande salle des concerts du Conservatoire pour les « exercices publics » des élèves et la société des concerts du Conservatoire et quelques pièces ; le nouveau bâtiment rue de Madrid n'ayant pas de salle de concert attenante.

### 1911-1990: rue de Madrid

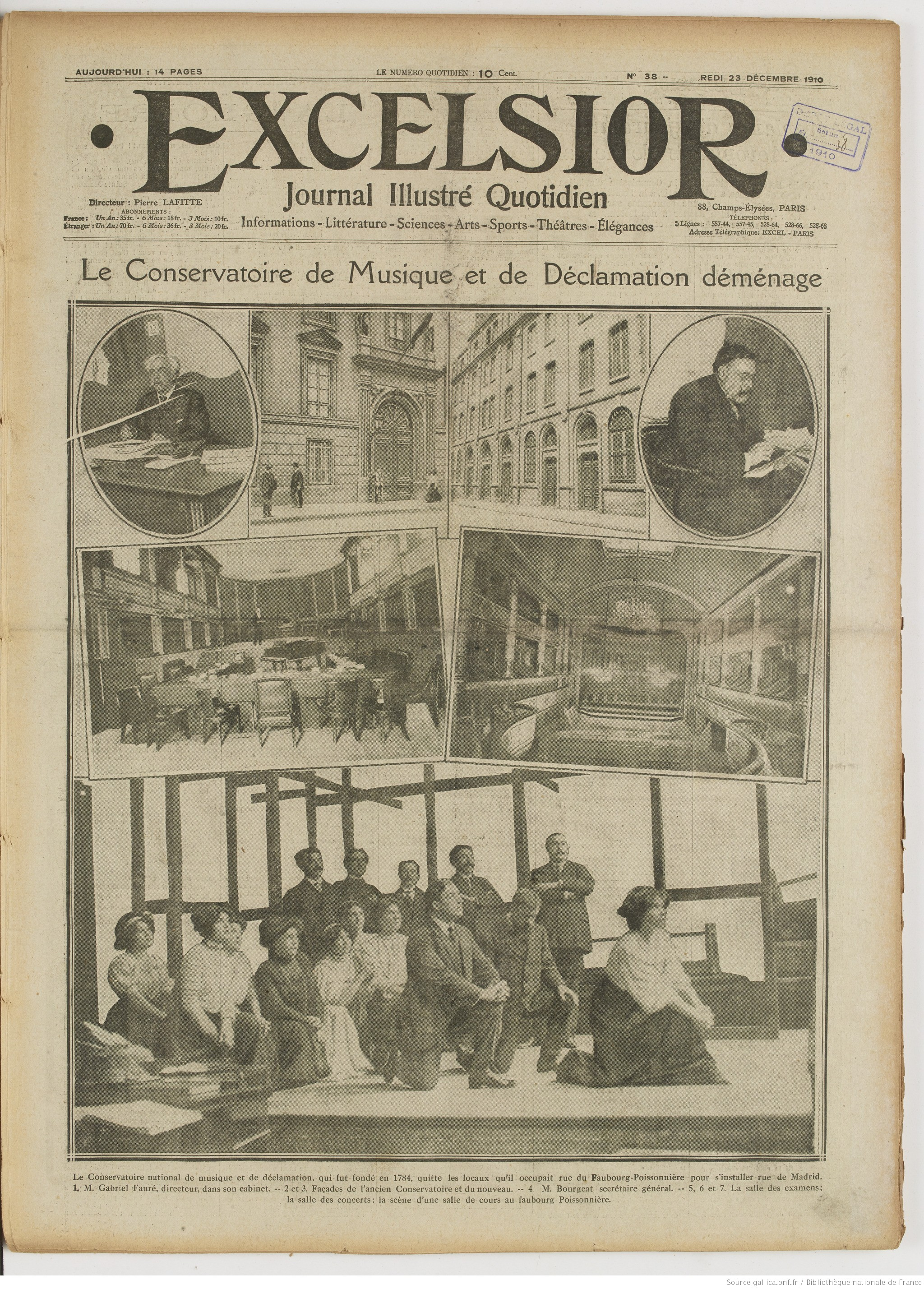
Une de l'Excelsior : Le conservatoire de Musique et de Déclamation déménage rue de Madrid (23 décembre 1910).

Le Conservatoire de musique s'installe en 1911 sous la direction de Gabriel Fauré dans l’ancienne école jésuitique Saint-Ignace, qui a été rachetée par l'État en 1905 et aménagée ; elle est sise au 14, rue de Madrid, rue aboutissant au pont de la place de l'Europe - Simone Veil, célèbre pont routier franchissant les voies ferrées de la gare de Paris-Saint-Lazare, représenté dans tableau Le Pont de l'Europe peint par Gustave Caillebotte (pont de 1850, tableau de 1876).
Dès lors, les luthiers, les magasins d'instruments à vent et les librairies de partitions s'installent dans le quartier de l'Europe, rue de Rome notamment, donnant à ce lieu un caractère musical prisé à proximité de l’Opéra de Paris.
Le nouveau lieu ne possède pas de salle de concert au désespoir de Gabriel Fauré ; la classe d'orchestre animée par Paul Dukas continue donc de répéter sur l'ancien site.
Un monument aux morts du Conservatoire de la Première Guerre mondiale, commandé au sculpteur Pierre Lenoir (1879-1953) en 1919, avait été installé en 1923 dans la cour du Conservatoire.
En 1935, la bibliothèque du Conservatoire et la bibliothèque-musée de l’Opéra, fondée en 1866, ont été rattachées administrativement à la Bibliothèque nationale. Néanmoins les collections de la bibliothèque du Conservatoire sont restées dans les locaux de la rue de Madrid jusque dans les années 1960.
À partir de 1968, le conservatoire est privé de la salle du Conservatoire qui est dévolue uniquement aux comédiens et ne dispose plus de lieu consacré à ses concerts ; ce qui met en difficultés l'institution jusqu'à son déménagement vingt plus tard à la Villette.

### Depuis 1990: parc de la Villette
Les locaux actuels du parc de la Villette, construits dans le cadre des grandes opérations d'architecture et d'urbanisme à la Cité de la musique, sont inaugurés en 1990.
Décidé en 1983 par le président François Mitterrand, ce projet est confié à l'architecte français Christian de Portzamparc, lauréat en 1985 du concours d'architecture, qui pense l'acoustique du bâtiment à tous les niveaux,.
Ces locaux de 34 000 m2 au total comportent, sur 15 400 m2, 78 salles de classe, 70 studios de travail, trois salles d'examens et de concours, sept plateaux d'orchestre, trois salles publiques, une salle d'orgue, une salle d'art lyrique, l'espace Maurice-Fleuret, un centre électroacoustique, des espaces communs et la médiathèque Hector-Berlioz. Cette dernière dispose d'un fonds documentaire constitué de plus de 300 000 documents : partitions, livres, méthodes, périodiques, dossiers documents, CD, DVD et microsillons.
Un parc instrumental riche d'une collection d'environ 2 000 instruments dont 150 pianos à queue et 70 pianos droits est présent au conservatoire. Il met notamment à disposition des professeurs et des étudiants pianos, clavecins, orgues, ondes Martenot, harpes, violons et percussions pour les activités de production, les activités pédagogiques et les activités de recherche de l'établissement .

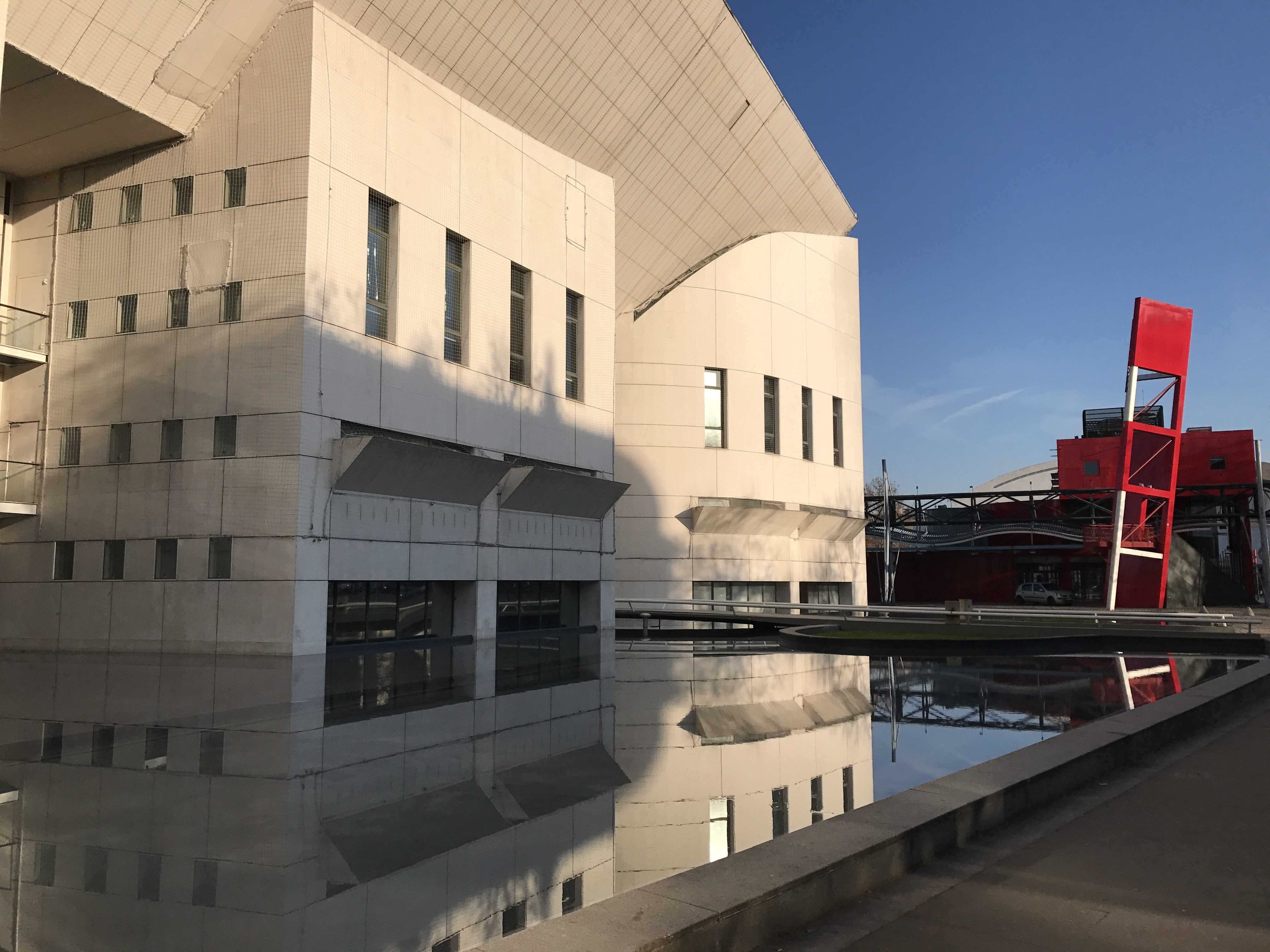
La façade du CNSMD de Paris.
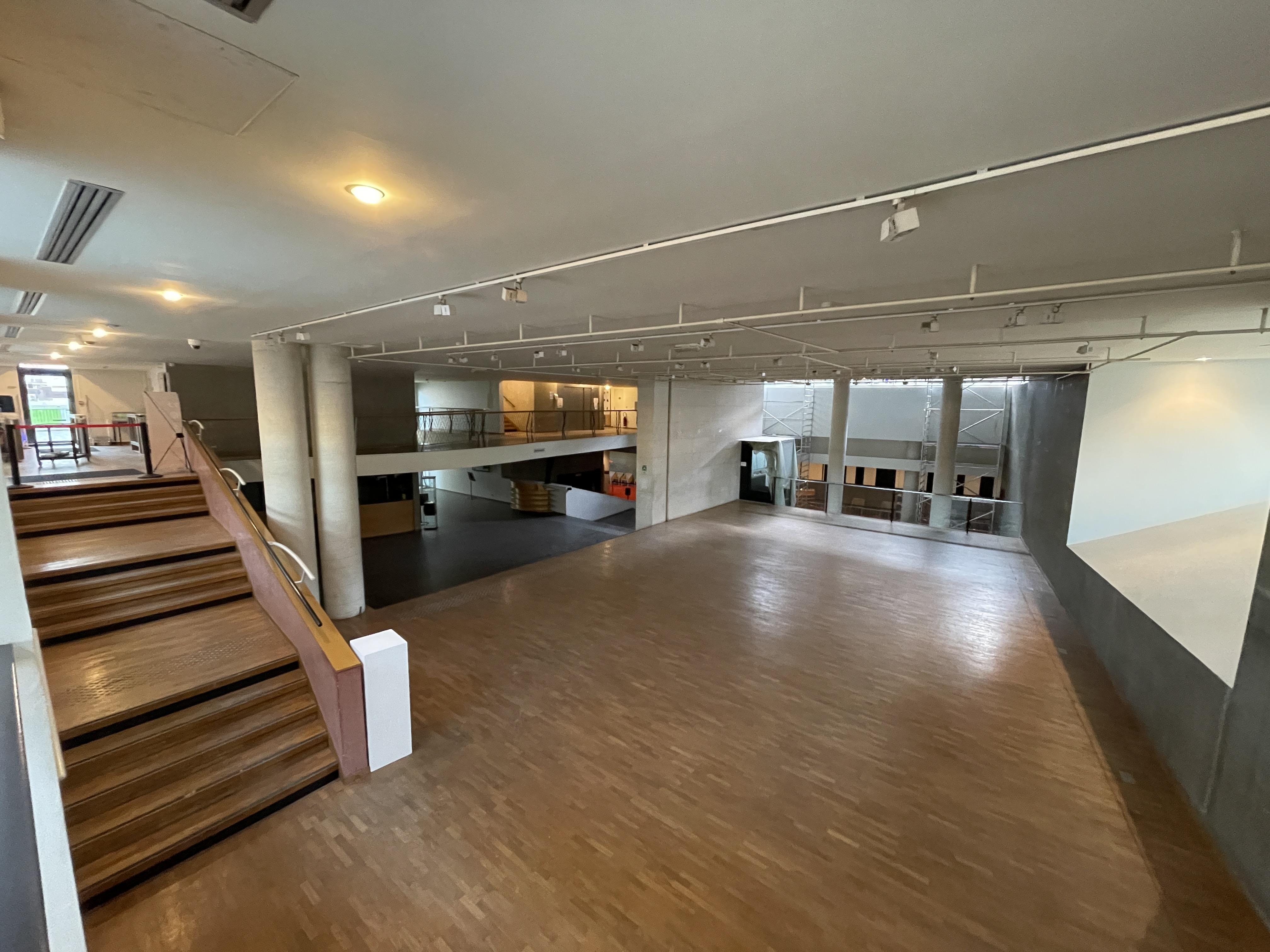
Hall des salles publiques.
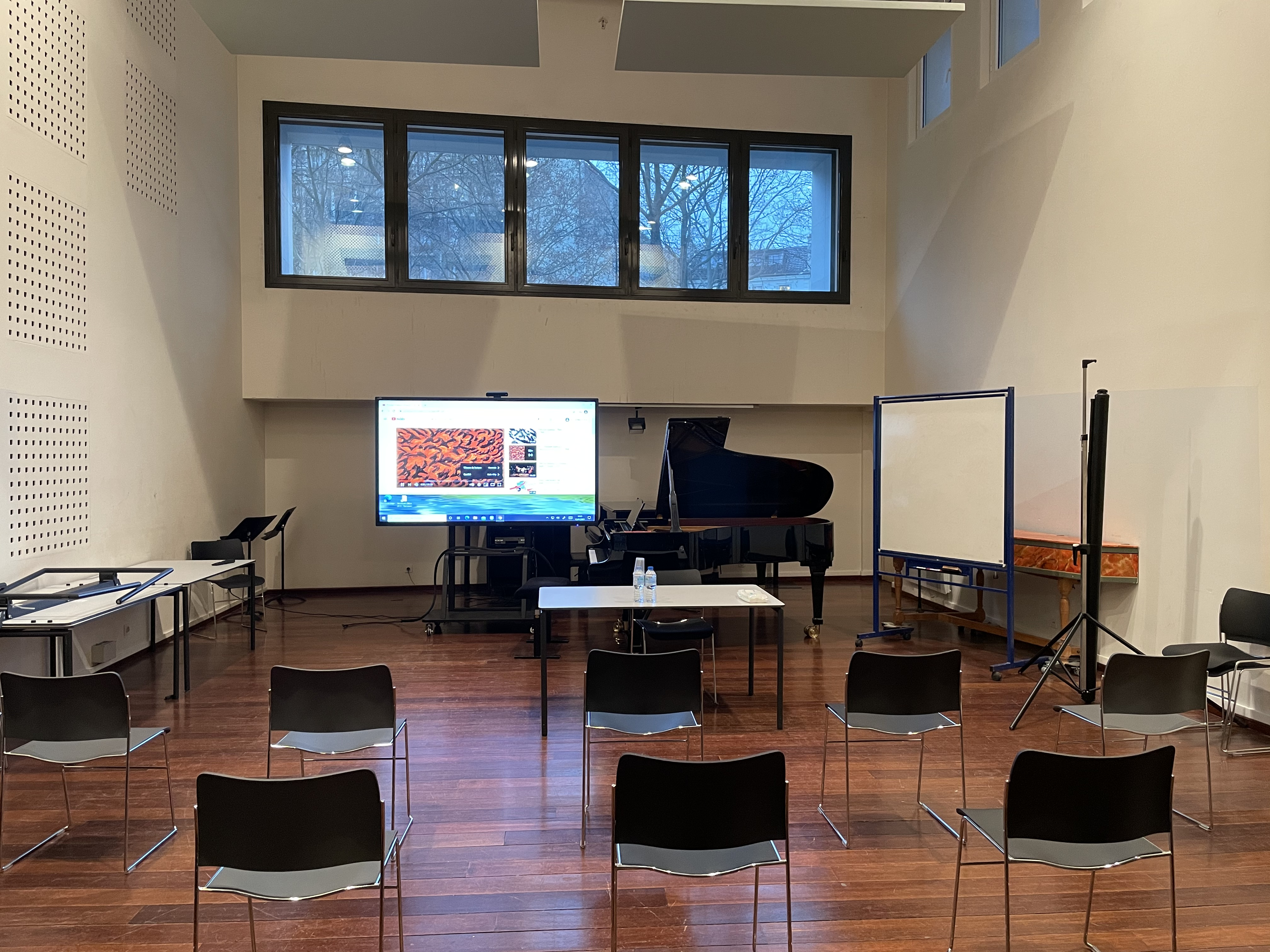
Salle Ravel.

## Organisation
Le décret no 2009-201 du 18 février 2009 prévoit que le CNSMD de Paris est un établissement public à caractère administratif placé sous la tutelle du ministère de la Culture, exercée par la direction générale de la Création artistique.

### Conseil d'administration
L'établissement est administré par un conseil d'administration dont le président est nommé par décret pour un mandat de trois ans renouvelable.
| Nom                 | Début du mandat   | Fin du mandat     | Références |
| ------------------- | ----------------- | ----------------- | ---------- |
| Raphaël Hadas-Lebel | 1er août 1990     | 15 septembre 2005 | ,          |
| Rémy Pflimlin       | 16 septembre 2005 | 3 décembre 2016   | ,          |
| Sandra Lagumina     | 12 avril 2017     | 11 avril 2020     | [ 59 ]     |
| Stéphane Pallez     | 4 septembre 2020  | 3 septembre 2023  | [ 60 ]     |

### Direction
L'établissement est dirigé par un directeur, nommé pour une durée de trois ans renouvelable deux fois par arrêté du ministre chargé de la culture et assisté par un conseil pédagogique.
| Nom                          | Début du mandat    | Fin du mandat    | Références |
| ---------------------------- | ------------------ | ---------------- | ---------- |
| Bernard Sarrette             | 3 août 1795        | 18 décembre 1815 |            |
| François-Louis Perne         | 1815               | 19 mars 1822     |            |
| Luigi Cherubini              | 1822               | 15 mars 1842     |            |
| Daniel-François-Esprit Auber | 1842               | 12 mai 1871      |            |
| Francisco Salvador-Daniel    | 13 mai 1871        | 24 mai 1871      | [ 19 ]     |
| Ambroise Thomas              | 1871               | 12 février 1896  |            |
| Théodore Dubois              | 1896               | 1905             |            |
| Gabriel Fauré                | 1905               | 1920             |            |
| Henri Rabaud                 | 1er octobre 1920   | 1941             |            |
| Claude Delvincourt           | 15 avril 1941      | 5 avril 1954     |            |
| Marcel Dupré                 | 1954               | 1956             |            |
| Raymond Loucheur             | 1956               | 1962             |            |
| Raymond Gallois-Montbrun     | 1962               | 31 décembre 1983 |            |
| Marc Bleuse                  | 1er septembre 1984 | septembre 1986   |            |
| Alain Louvier                | 1er novembre 1986  | 31 octobre 1991  |            |
| Xavier Darasse               | 1er novembre 1991  | 24 novembre 1992 | [ 62 ]     |
| Marc-Olivier Dupin           | 8 janvier 1993     | 31 août 2000     | ,          |
| Alain Poirier                | 1er septembre 2000 | 31 août 2009     | ,          |
| Pascal Dumay                 | 1er septembre 2009 | 5 mai 2010       | ,          |
| Bruno Mantovani              | 2 août 2010        | 26 juillet 2019  | ,          |
| Émilie Delorme               | 1er janvier 2020   | 31 décembre 2025 | ,          |

### Direction pédagogique
En 2024, le comité de direction comprend deux directeurs pédagogiques :
- Jean-Claire Vançon, directeur des études musicales, qui s'appuie sur huit responsables de départements pédagogiques :
  - Clément Carpentier (disciplines instrumentales classiques et contemporaines)
  - Gilles Oltz (disciplines vocales)
  - Yannaël Pasquier (écriture, composition et direction d’orchestre)
  - Stéphane Payen (jazz et musiques improvisées)
  - Claire Lapalu (musicologie et analyse)
  - Pascal Bertin (musique ancienne)
  - Denis Vautrin (métiers du son et de l'image)
  - Jean-Paul Despax (pédagogie)
- Muriel Maffre, directrice des études chorégraphiques

### Directions et services
Une direction de la recherche et de l'innovation :
- éditions

Une direction de la vie étudiante et de l'insertion professionnelle :
- affaires scolaires et vie étudiante
- internationalisation et insertion professionnelle

Une direction de la communication et des relations institutionnelles :
- mécénat et partenariats

Trois services ressources :
- médiathèque
- audiovisuel
- production et apprentissage de la scène

Six services chargés des fonctions supports :
- ressources humaines et du dialogue social
- affaires générales et financières
- informatique
- accueil, de la planification des activités pédagogiques et de la logistique (SAPAL)
- bâtiment et de la sécurité
- agence comptable

## Controverses
En décembre 2009, Pascal Dumay tout juste nommé directeur est suspendu pour « avoir téléchargé et diffusé une centaine d'images à caractère pédopornographique ».
Après sa condamnation par le tribunal correctionnel de Versailles pour les faits incriminés, il est démis de ses fonctions en mai 2010.
En décembre 2019, l'annonce de la nomination d'Émilie Delorme suscite une polémique dans certains journaux,, qui lui prêtent alors des idées « indigénistes » susceptibles de déstabiliser l'institution, ce dont elle se défendra, soutenue par la majeure partie des effectifs de l'établissement,,.
En mars 2021 éclate une affaire administrative et judiciaire qui oppose Jérôme Pernoo, professeur de violoncelle, à la direction de l'établissement, représentée par Émilie Delorme, sur la base d‘accusations d'agression sexuelle et de harcèlement sexuel de la part du professeur à l'encontre de  certains de ses anciens élèves.